# Líneas Aéreas de Nicaragua
Líneas Aéreas de Nicaragua, operando como LANICA, era una aerolínea de Nicaragua. Con sede en la capital, Managua, operaba vuelos regulares de pasajeros dentro de América del Sur y Central, así como a los Estados Unidos. 

## Historia
La aerolínea fue fundada en junio de 1945 como una subsidiaria de Pan American Airways, y esta aerolínea inicialmente poseía el 40% de la compañía. Los servicios domésticos comenzaron en 1946 con equipos Boeing 247. La empresa compró los activos de una aerolínea local llamada Flota Aérea Nicaragüense (FANSA) en 1951, adquiriendo el control de las lucrativas rutas a los pueblos mineros de Bonanza y Siuna en el norte, así como de tres Curtiss C-46 Commando (matrículas: AN-ADF, AN-ADG y AN-FAA) que fueron vendidos a LACSA.
En marzo de 1955, la flota estaba compuesta por siete Douglas DC-3 y un Ryan Navion que operaban rutas locales; ese año, la aerolínea transportaba 21.852 pasajeros. La flota de LANICA en abril de 1965 estaba compuesta por un DC-3, un DC-4, un DC-6 y cuatro C-46, con el DC-6 volando a Miami y San Salvador.

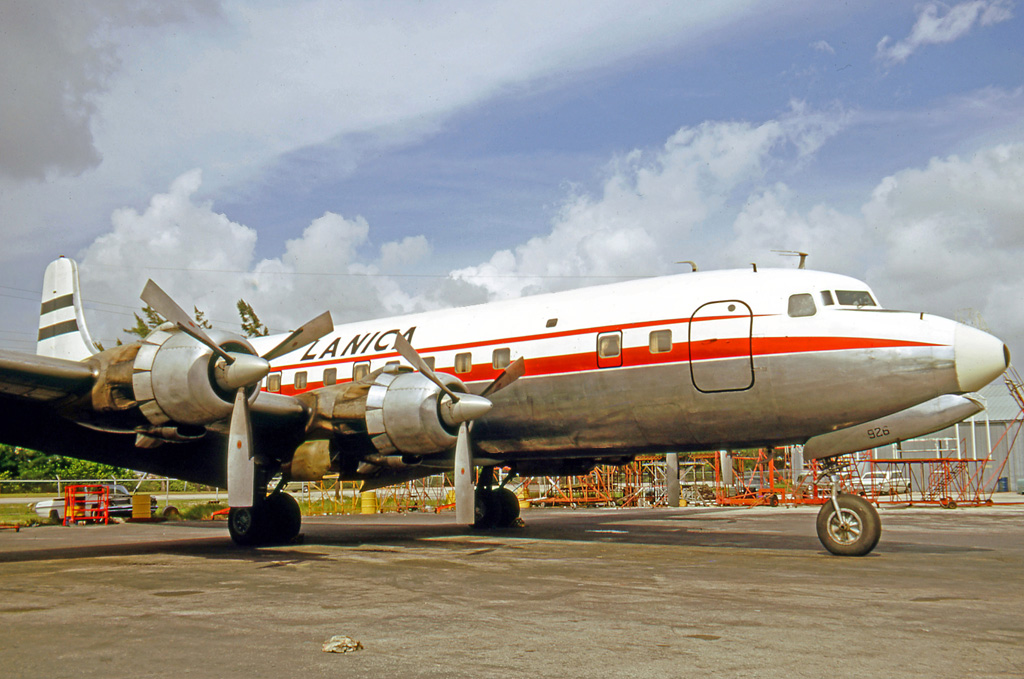
Douglas DC-6 (AN-BFN) de LANICA en el Aeropuerto Internacional de Miami (1970)

A principios de 1966, la aerolínea encargó un BAC One-Eleven 400. A la espera de la entrega de este nuevo avión, otro BAC One-Eleven, alquilado a Aer Lingus, se desplegó en el sector Managua-Salvador-Miami en noviembre de 1966. A partir del 19 de octubre de 1967, el propio BAC One-Eleven de LANICA se operó en propiedad conjunta con TAN Airlines. El último BAC 1-11 se eliminó en octubre de 1972.
A partir de mayo de 1972, LANICA operó cuatro ejemplares del avión de pasajeros Convair 880 de cuatro motores más grande en sus servicios regulares de pasajeros a Miami. El último fue eliminado en 1978.
La participación de Pan Am en la aerolínea había disminuido al 10% en 1975; los inversores privados poseían el 85% de la empresa hasta julio de 1972, cuando Howard Hughes tomó el control del 25% de la misma, a través de Hughes Tool Company, a cambio del arrendamiento de dos Convair 880. Para marzo de 1975, la flota de LANICA constaba de dos Convair 880, tres C-46 y cuatro DC-6 que servían una red de rutas que incluía servicios domésticos, así como servicios internacionales de pasajeros y carga a la Ciudad de México, Miami y San Salvador.

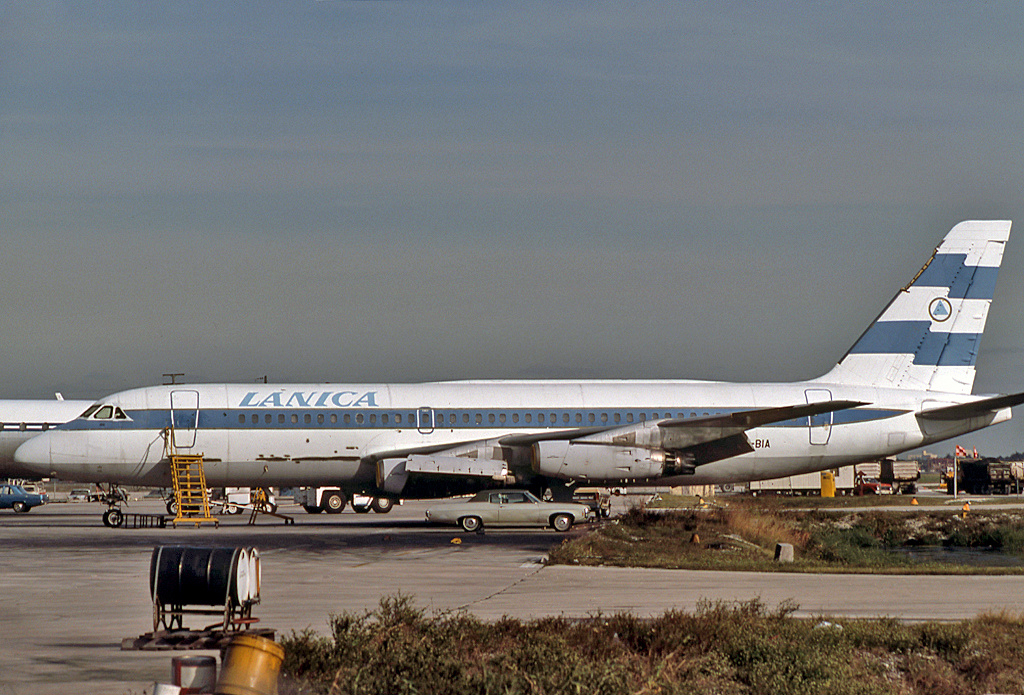
Convair 880 (AN-BIA) de LANICA en el Aeropuerto Internacional de Miami (1976)

El gobierno de Somoza fue derrocado tras el ascenso al poder de los sandinistas en 1979. Las acciones en poder de la familia Somoza —los principales accionistas en ese momento.— fueron embargadas por la Junta de Reconstrucción Nacional, pero las deudas de la aerolínea no fueron absorbidas por el nuevo gobierno. LANICA fue declarada en quiebra por un tribunal nicaragüense en marzo de 1981, cesando todas sus operaciones el 31 de agosto de 1981. En mayo de ese año, la aerolínea contaba con una flota de dos Boeing 727-100, tres C-46 y un DC-6 y empleó una plantilla de 450 personas. LANICA fue reemplazada por Aeronica como la aerolínea de bandera de Nicaragua.

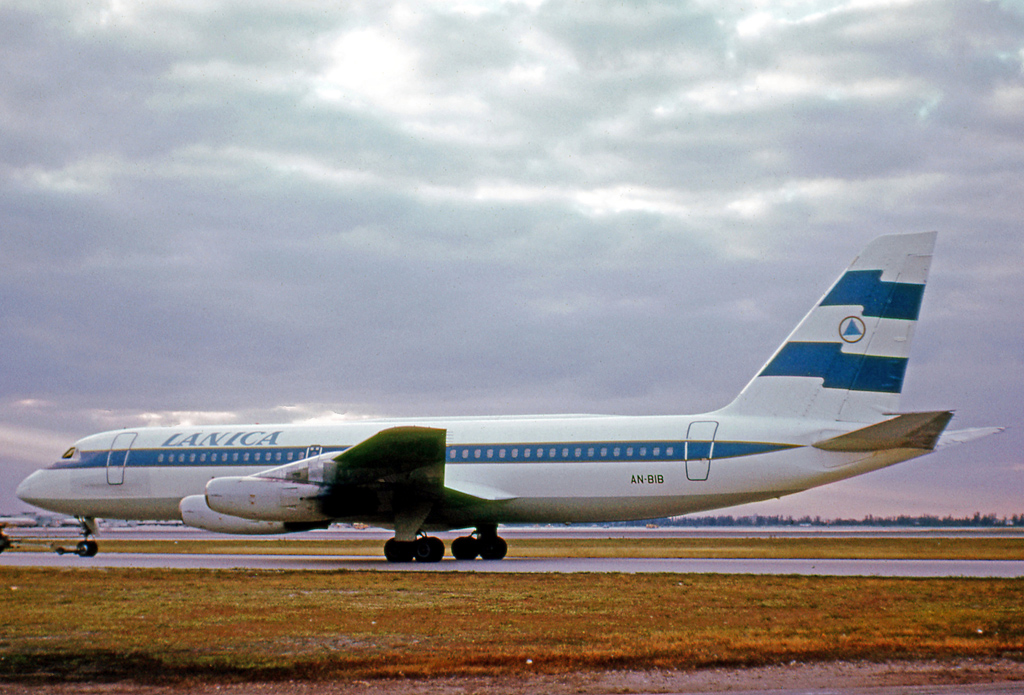
Convair 880 (AN-BIB) de LANICA en el Aeropuerto Internacional de Miami (1973)

## Antiguos destinos
| Países         | Destinos            | Aeropuertos                                     | Notas        |
| Norteamérica   | Norteamérica        | Norteamérica                                    | Norteamérica |
| -------------- | ------------------- | ----------------------------------------------- | ------------ |
| Estados Unidos | Miami               | Aeropuerto Internacional de Miami               | Desde MGA    |
| México         | Ciudad de México    | Aeropuerto Internacional de la Ciudad de México | Desde MGA    |
| Centroamérica  |                     |                                                 |              |
| Costa Rica     | San José            | Aeropuerto Internacional Juan Santamaría        | Desde MGA    |
| Guatemala      | Ciudad de Guatemala | Aeropuerto Internacional La Aurora              | Desde MGA    |
| Nicaragua      | Managua             | Aeropuerto Internacional Augusto C. Sandino     | HUB          |
| Honduras       | San Pedro Sula      | Aeropuerto Internacional Ramón Villeda Morales  | Desde MGA    |
| Panamá         | Ciudad de Panamá    | Aeropuerto Internacional de Tocumen             | Desde MGA    |
| Sudamérica     |                     |                                                 |              |
| Argentina      | Buenos Aires        | Aeropuerto Internacional Ministro Pistarini     | Desde MGA    |
| Chile          | Santiago de Chile   | Aeropuerto Internacional Arturo Merino Benítez  | Desde MGA    |
| Ecuador        | Guayaquil           | Aeropuerto Internacional José Joaquín de Olmedo | Desde MGA    |
| Perú           | Lima                | Aeropuerto Internacional Jorge Chávez           | Desde MGA    |
| Uruguay        | Montevideo          | Aeropuerto Internacional de Carrasco            | Desde MGA    |

## Antigua flota
| Aeronave              | Número | Introducido | Retirado | Matrículas |
| --------------------- | ------ | ----------- | -------- | --- |
| Boeing 247            | 1      | 1945        | 1946     | AN-ACB |
| Boeing 727-100        | 2      | 1977        | 1981     | AN-BSQ (re-registrado YN-BSQ) y YN-BWX                                                                                          |
| BAC 1-11              | 4      | 1963        | 1972     | AN-BBI, AN-BHJ, AN-BBS y AN-BHN                                                                                                 |
| Convair 880           | 4      | 1966        | 1978     | AN-BIA, AN-BLX, AN-BLW y N880JT                                                                                                 |
| Curtiss C-46 Commando | 16     | 1956        | 1981     | AN-ADD, AN-AIR, AN-AMR, AN-BPN, AN-BRX, AN-AIN, AN-BGU, AN-BRG, AN-AKY, AN-AOC, AN-AOE, AN-AOD, AN-ATA, YN-BVL, YN-BWS y YN-BWY |
| Douglas DC-3/C-47     | 10     | 1946        | 1979     | AN-ACT, AN-ASP, AN-ACZ, AN-ADK, AN-ACN, AN-ADJ, AN-ADQ, AN-AEC, YN-BVK y NC56800                                                |
| Douglas DC-4/C-54     | 3      | 1959        | 1971     | AN-AMK, AN-AWK y AN-BAE |
| Douglas DC-6          | 6      | 1962        | 1981     | AN-AMI, AN-BFM, AN-BFN, AN-BFO, AN-BHB y N74841                                                                                 |
| Vickers Viscount      | 2      | 1958        | 1959     | AN-AKP y AN-AKQ |

## Accidentes e incidentes
- 29 de noviembre de 1946: el único Boeing 247 (AN-ACB) de la compañía se estrelló y quedó dañado sin reparación posible. No se ofrecen más datos.[23]
- 27 de agosto de 1948: un DC-3 (AN-ACZ) sufrió un accidente y quedando dañado sin reparación posible. No se ofrecen más datos.[24]
- 11 de marzo de 1949: un C-47 (NC56800) sufrió un accidente en Puerto Cabezas y quedando dañado sin reparación posible. No se ofrecen más datos.[25]
- 14 de agosto de 1952: un C-47 (AN-ADK) se perdió cuando cubría la ruta Bonanza-Managua transportando carga. Sus tres tripulantes murieron.[26]
- 23 de agosto de 1957: un DC-3 (AN-AEC) se estrelló en la isla de Ometepe mientras cubría la ruta Managua-Bluefields-San Carlos-Managua, próximo a aterrizar en el Aeropuerto de Managua. Debido a un fallo mecánico, el avión se estrelló contra el Volcán Concepción, matando a 3 tripulantes y 13 pasajeros.[27]
- Febrero de 1960: un C-47 (AN-ADQ) sufrió un accidente y quedó dañado sin reparación posible. No se ofrecen más datos.[28]
- 5 de abril de 1960: un Curtiss C-46 Commando (AN-AIN) aterrizó violentamente sobre una colina después de despegar de Siuna, en ruta hacia Bonanza. El accidente se debió a un fallo mecánico y murieron sólo 2 personas, de las 18 que volaban a bordo.[29]

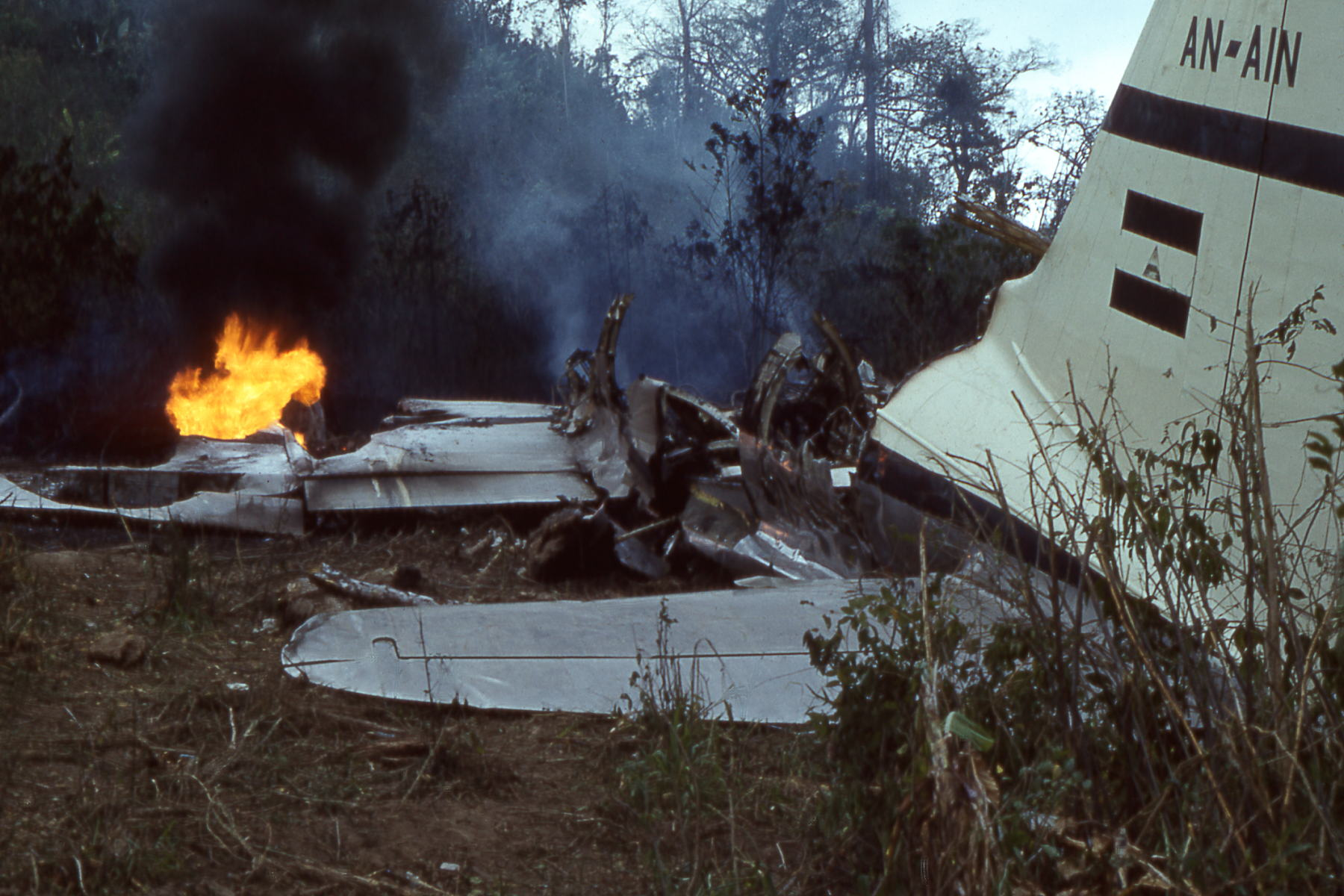
Accidente del Curtiss C-46 Commando (AN-AIN) en Siuna, en la ruta Managua-Bonanza

- 15 de diciembre de 1961: un Curtiss C-46 Commando (AN-AOE) se estrelló mientras transportaba carga poco después de despegar del aeropuerto de Managua, en ruta a Miami. La carga se desplazó, matando a sus dos pilotos.[30]
- 22 de julio de 1964: un Curtiss C-46 Commando (AN-AKY) se estrelló mientras transportaba café de Managua a Miami por un incendio en un motor. Sus dos pilotos murieron.[31]
- 4 de noviembre de 1969: un BAC One-Eleven (registro desconocido) que cubría la ruta Managua-San Salvador fue asaltado por dos secuestradores que querían viajar a Cuba.[32]
- 12 de diciembre de 1971: un BAC One-Eleven (AN-BBI) que cubría la ruta San Salvador-Managua fue asaltado por dos secuestradores que querían viajar a Cuba. Los secuestradores fueron arrestados y un pasajero murió.[33]
- 29 de agosto de 1972: un Curtiss C-46 Commando (AN-AMR) fue dañado sin reparación posible tras aterrizar sin el tren de aterrizaje bajado cuando aterrizaba en el aeropuerto de Managua.[34]
- 25 de febrero de 1976: un Curtiss C-46 Commando (AN-AOC) fue dañado sin reparación posible tras aterrizar sin el tren de aterrizaje derecho bajado cuando aterrizaba en el aeropuerto de Managua.[35]
- 17 de marzo de 1976: un Curtiss C-46 Commando (AN-BGU) sufrió un accidente en Puerto Cabezas y quedando dañado sin reparación posible. No se ofrecen más datos.[36]
- 23 de junio de 1979: un Boeing 727-100 (AN-BSQ) que cubría la ruta Miami-Managua fue secuestrado por tres miembros de la tripulación y conducido a San José de Costa Rica, donde pidieron asilo político.[37]
- 16 de mayo de 1980: un Curtiss C-46 Commando (YN-BVL) golpeó una zanja al aterrizar en Bonanza y se estrelló. No pudo repararse.[38]
- 6 de octubre de 1980: un DC-6 (YN-BVI) se estrelló y fue dañado sin reparación posible en el Aeropuerto Internacional de Tocumen al colapsar su tren de aterrizaje delantero.[39]